# オマキザル属
オマキザル属（オマキザルぞく、Cebus）は、哺乳綱霊長目オマキザル科に分類される属。

## 形態
オマキザル属に属するサルは中型で、体重は3-4キログラム、頭胴長が40センチメートル前後、尾長が約40センチあり、雌雄間の差は比較的小さい。体色は種によって異なり、ノドジロオマキザルは白と黒とを基調とし、フサオマキザルなど他の種は褐色ないしそれに近い色を基調としている。
尾は、ある程度まで器用に使うことができるが、クモザル亜科の動物ほどではない。尾にはそれほど操作能力がなく，採食や移動の際に姿勢を保持するために用いられることが多い。クモザル亜科とは異なり、尾の先には尾紋を欠く。

## 分類
属名Cebusは、古代ギリシャ語で「サル」の意があるkebosに由来する。
以前はフサオマキザル類が、本属に分類されていた。
以下の分類・和名・英名は、日本モンキーセンター霊長類和名リスト（2018）に従う。
- Cebus aequatorialis エクアドルシロガオオマキザル Ecuadorian white-fronted capuchin
- Cebus albifrons シロガオオマキザル White-fronted capuchin
- Cebus brunneus ブラウンナキガオオマキザル Brown weeper capuchin
- Cebus capucinus ノドジロオマキザル Cesar white-fronted capuchin
- Cebus castaneus クリイロナキガオオマキザル Guianan weeper capuchin
- Cebus cesarae セザールシロガオオマキザル Ecuadorian white-fronted capuchin
- Cebus cuscinus ムクゲオマキザル Shock-headed capuchin
- Cebus imitator チュウベイノドジロオマキザル Panamanian white-throated capuchin
- Cebus kaapori カアポールオマキザル Ka'apor capuchin
- Cebus leucocephalus ペリハシロガオオマキザル Sierra de Perijá white-fronted capuchin
- Cebus malitiosus サンタマルタシロガオオマキザル Ecuadorian white-fronted capuchin
- Cebus olivaceus ナキガオオマキザル Weeper capuchin
- Cebus trinitatis トリニダードシロガオオマキザル Trinidad white-fronted capuchin
- Cebus unicolor スピックスシロガオオマキザル Spix's white-fronted capuchin
- Cebus versicolor コロンビアシロガオオマキザル Colombia white-fronted capuchin
- Cebus yuracus アンデスシロガオオマキザル Andean white-fronted capuchin

## 生態
昼行性で樹上性であり、おもに果実や昆虫を食べる雑食性である。群れは10-20頭の複雄複雌からなり、群間関係は敵対的である。群内には個体間の優劣関係があるが、比較的寛容である。好奇心が強く、野生で道具使用をおこなう数少ない種を含んでいる。類人猿以外では道具をつかうのはオマキザル位である。硬い木の実を幹に投げつけたり、実と実をぶつけたりして割って食べる。大きな昆虫もたたきつけて殺してから食べる。チンパンジーの智恵試験でもオマキザルは見事に合格する。棒で食べ物を引き寄せたり、天井からぶらさがっているバナナをとるのも箱を重ねてとるという。絵描き行動をするのも類人猿以外ではオマキザルだけである。表情が豊かでコミュニケーション機構が発達している。。小型のサルであるフサオマキザルは、アマゾンにおいて、オオワシなどの猛禽類に襲われることがある。

## 人間との関係
霊長類のなかでも多様な知性を示すことで知られ、チンパンジーなど類人猿とならんで心理学的（行動科学的）研究に使用されることが多い。フサオマキザルについては、心理学の実験で、視知覚や道具使用など物理的知性の研究から、協力行動や不公平回避などの社会的知性の研究まで、幅広くおこなわれている。また、フサオマキザルは、介護ザルとして訓練されていることでも知られている。
マリーナ・チャップマンが著書『失われた名前』で一緒に暮したとしているのは、おそらくシロガオオマキザルである。なお、少女は人間社会に復帰をはたした。